# Idiodes
Idiodes là một chi bướm đêm thuộc họ Geometridae.